# Fabry Castro
Edwin Fabry Castro Barros (21 febbraio 1992) è un calciatore colombiano, centrocampista dell'Atlético Bucaramanga.

## Carriera

### Servette
A inizio del mese di febbraio firma un contratto con il Servette. Il 27 dello stesso mese fa il suo esordio in campionato con la squadra ginevrina in occasione della gara interna contro il Le Mont, in cui segna anche la sua prima rete.

## Palmarès

### Club

#### Competizioni nazionali
- Souper Ligka Ellada 2: 1

PAS Giannina: 2019-2020
- Campionato colombiano: 1

Atletico Bucaramanga: 2024-I